# Панов Микола Федорович
Микола Федорович Панов (29 грудня 1890, село Шибаньщина Бронницького повіту Московської губернії, тепер Московської області, Російська Федерація — розстріляний 13 травня 1938, місто Куйбишев, тепер Самара, Російська Федерація) — радянський партійний діяч, голова Середньоволзької крайової контрольної комісії ВКП(б), член ВЦВК. Член Центральної контрольної комісії ВКП(б) у 1923—1927 і 1930—1934 роках.

## Біографія
Народився в родині волосного писаря. Навчався один рік у церковнопарафіяльній школі та два роки в трикласній початковій школі. Потім півтора року навчався в шестикласному міському училищі та півтора року — в п'ятикласному міському училищі. У 1905 році закінчив двокласне Митищинське училище Міністерства народної освіти Російської імперії.
З 1905 року працював прислугою в ресторані, рознощиком, табельником. У 1908—1912 роках — пакувальник в універсальному магазині «Мюр і Меріліз» у Москві.
Член РСДРП(б) з листопада 1911 року.
16 квітня 1912 року заарештований поліцією в приміщенні «Товариства сприяння влаштуванню загальноосвітніх народних розваг» у Москві. У травні 1912 року висланий до Тули.
У 1912—1914 роках — робітник, табельник на Тульському електрозаводу, член Тульського комітету РСДРП(б). У 1914 році заарештований поліцією, висланий із Тули до Твері, де продовжив революційну діяльність. У 1915 році заарештований в Твері; висланий царською владою в Самару із забороною проживання в 63 містах Російської імперії. У Самарі встановив зв'язок з більшовиками, виступав на мітингах і зборах. 31 травня 1915 року обраний членом Самарського комітету РСДРП(б) на загальноміських зборах більшовиків — представників промислових підприємств Самари. Брав активну участь у революційній роботі в Самарі.
1 липня 1915 року заарештований поліцією під час масових арештів більшовиків; незабаром звільнений через відсутність доказів. Працював паяльщиком на гранатній фабриці Зиміна в Самарі.
14 квітня 1916 року заарештований, у травні 1916 року висланий терміном на 5 років під гласний нагляд поліції в село Жигалово Верхоленського повіту Іркутської губернії. Після Лютневої революції 1917 року амністований, переїхав до Петрограда. У квітні 1917 року направлений більшовицькою організацією в Самару.
З квітня по грудень 1917 року — рахівник на Самарському трубному заводі, член Трубного (Заводського) районного комітету РСДРП(б), секретар і голова районного комітету РСДРП(б), секретар заводського партійного осередку. 4 червня 1917 року обраний членом правління профспілки робітників-металістів Самари. У вересні 1917 року обраний секретарем президії заводського комітету РСДРП(б) Трубного заводу Самари.
Один із організаторів бойових дружинта активний учасник Жовтневого перевороту 1917 року в Самарі.
29 січня 1918 року обраний член колегії штабу революційної охорони міста Самари.
З травня по червень 1918 року — учасник оборони Самари від військ білочехів. Прикомандирований для політичної роботи до Зведеного загону самарських бойових дружин при відбитті наступу білочехів біля Сенгілею та Симбірська.
З червня по серпень 1918 року — політичний комісар загону групи військ Сенгілеєвського напрямку, військовий комісар полку, член юридичної слідчої комісії при Зведеному загоні самарських бойових дружин.
З серпня 1918 року — начальник політичного відділу 1-ї зведеної Симбірської піхотної дивізії, згодом перейменованої в 24-у Симбірську Залізну стрілецьку дивізію РСЧА. Учасник боїв при захопленні міст Бузулука, Сизрані, Оренбурга, Бугуруслана на Східному фронті.
З 7 жовтня 1918 року — на військово-політичній роботі в Червоній армії: військовий комісар полку, потім бригади. З 12 серпня по 13 вересня 1919 року — військовий комісар 24-ї Симбірської Залізної стрілецької дивізії РСЧА.
У вересні 1919 — січні 1921 року — член Революційної військової ради Оренбурзького укріпленого району. З січня по червень 1921 року — начальник політичного відділу 1-ї Казанської стрілецької дивізії.
З 1921 року — на партійній роботі в Самарі.
У червні 1922 — травні 1923 року — секретар Самарської губернської контрольної комісії РКП(б).
У травні 1923 — січні 1925 року — член партійної колегії Центральної контрольної комісії РКП(б).
У лютому 1925 — вересні 1927 року — член колегії Народного комісаріату робітничо-селянської інспекції РРФСР, заступник завідувача організаційно-інструкторського відділу Народного комісаріату робітничо-селянської інспекції РРФСР.
У вересні 1927 — червні 1929 року — слухач курсів марксизму-ленінізму при ЦК ВКП(б) у Москві.
У липні 1929 — січні 1930 року — завідувач організаційно-розподільного відділу Середньоволзького обласного (крайового) комітету ВКП(б).
У січні 1930 — січні 1934 року — голова Середньоволзької крайової контрольної комісії ВКП(б) — начальник Середньоволзького крайового управління робітничо-селянської інспекції в місті Самарі.
До 1935 року — відповідальний секретар Середньоволзького крайового бюро відділення Всесоюзного товариства старих більшовиків.
У березні — квітні 1934 року — керівник групи партійно-радянського контролю Середньоволзького крайового комітету ВКП(б).
21 квітня 1934 — грудень 1936 року — голова Середньоволзької (Куйбишевської) крайової ради професійних спілок. У січні — червні 1937 року — голова Куйбишевської обласної ради професійних спілок.
14 червня — 4 жовтня 1937 року — завідувач радянсько-торгового відділу Куйбишевського обласного комітету ВКП(б).
24 жовтня 1937 року заарештований органами НКВС. Засуджений Воєнною колегією Верховного суду СРСР 13 травня 1938 року до страти, розстріляний того ж дня в місті Куйбишеві (Самарі).
6 червня 1956 року реабілітований, 9 жовтня 1957 року посмертно поновлений у партії.